# 埃里克·哈里斯和迪伦·克莱博尔德
埃里克·戴维·哈里斯（英語：Eric David Harris，1981年4月9日 – 1999年4月20日）和迪倫·贝内特·克莱博尔德（英語：Dylan Bennet Klebold，1981年9月11日 – 1999年4月20日）曾是美國科罗拉多州科倫拜高中12年级学生。两人于1999年4月20日在校园内枪杀了13人，射伤24人，随後於學校圖書館开枪自尽，製造了科倫拜校園槍擊事件。在2007年維吉尼亞理工大學校園槍擊案發生前，此事件為美國史上最嚴重的學校槍擊事件，以及美國有史以來最為名聲狼藉的槍擊事件之一，亦是在當時撼動該國社會上下的悲劇。

## 延伸閱讀
- Brown, Brooks; Rob Merritt. . Lantern Books. 2002. ISBN 1590560310.
- Cullen, Dave. . Grand Central Publishing. 2009. ISBN 0446546933.
- Kass, Jeff. . Ghost Road Publishing Group. 2009  [2010-04-24]. ISBN 0981652565. （原始内容存档于2014-01-05）.
- Larkin, Ralph W. . Temple University Press. 2007. ISBN 1592134912.

## 外部連結
- Crimelibrary feature
- Makers of Luvox sued by victims' families （页面存档备份，存于）
- The Smoking Gun feature （页面存档备份，存于） - Essay by Harris on keeping guns out of schools